# P
 Тази статия е за латинската буква.  За химичния елемент вижте Фосфор.  
P е шестнадесетата буква от латинската азбука. Тя се използва в много езици, чиито азбуки използват за основа латиницата. Тя има различна звукова стойност – /p/, /b/ или – когато се ползва преди 'h' – /f/. На кирилица буквата се предава с п.